# Dagdröm
| Dagdröm |
| --- |
| - Betydelse – fantasi i vaket tillstånd - Överförd betydelse – verklighetsflykt som önskedröm - Relaterade ord – dröm |

En dagdröm är en fantasi som upplevs i vaket tillstånd, till skillnad från drömmen upplevd under sömn. Dagdrömmar är en sorts verklighetsflykt i form av önskedrömmar.

## Olika typer
Det finns eventuellt negativa dagdrömmar som man kan uppleva dagligen[källa behövs], det är sådana dubier som orsakats av tidigare upplevda farhågor under dagen.[källa behövs]
Det finns många olika typer av dagdrömmande. Dagdrömmande ses ofta som en lat, icke-produktiv syssla, men dagdrömmande kan vara konstruktivt i vissa sammanhang. Det finns många exempel på människor i kreativa och konstnärliga yrken, såsom kompositörer, författare och filmskapare, som har utvecklat nya idéer genom dagdrömmar. På samma sätt har forskare, matematiker och fysiker utvecklat nya idéer genom att dagdrömma om sina ämnesområden.